# Сјехњице
Сјехњице (пољ. Siechnice) град је у Пољској у Војводству доњошлеском. По подацима из 2012. године број становника у месту је био 5762.

## Становништво
| 2012. |
| ----- |
| 5.762 |